# Lago Vetoio
Il lago Vetoio è un piccolo lago artificiale dell'Abruzzo. Assieme ai Laghi di Bagno e al Lago Sinizzo, rappresentano i maggiori specchi d'acqua della Valle dell'Aterno. Situato ad un'altitudine di 635 m s.l.m. nell'immediata periferia ad ovest della città dell'Aquila, nei pressi del policlinico regionale San Salvatore, ha avuto origine dall'operazione di sbarramento di alcune sorgenti avvenuta nel XV secolo e l'area costituisce un parco naturale urbano, nota inoltre per la presenza di una antica cartiera risalente anch'essa al XV secolo; dal lago nasce l'omonimo fiume che scorre per circa 3 km prima di immettersi nell'Aterno-Pescara in località Campo di Pile.